# Phyllopodium hispidulum
Phyllopodium hispidulum är en flenörtsväxtart som först beskrevs av Albert Thellung, och fick sitt nu gällande namn av O.M. Hilliard. Phyllopodium hispidulum ingår i släktet Phyllopodium och familjen flenörtsväxter. Inga underarter finns listade i Catalogue of Life.